# Royal Aero Club
Der Royal Aero Club (kurz: RAeC) ist die nationale Körperschaft für die Sportluftfahrt und dessen Regelung im Vereinigten Königreich.
Der Royal Aero Club wurde 1901 zunächst als Aero Club gegründet und kümmerte sich um die Interessen der Ballonfahrer. Mit Aufkommen des Flugzeuges beschäftigte man sich auch damit. Ab 1909 durfte der Verein den Zusatz „Royal“ (königlicher) führen. Ab 1910 wurde ihm die Aufgabe der Ausgabe und Verwaltung von Fluglizenzen übertragen. Gleichzeitig wurde er offizieller britischer Ableger der Fédération Aéronautique Internationale. Der Club ist damit zuständig für die gesamte Sportluftfahrt, für Rekordflüge und Wettbewerbe. 
1909 errichtete der Club das erste britische Flugfeld bei Muswell Manor auf der Isle of Sheppey. Hier wurde auch im selben Jahr der erste offizielle Flug eines britischen Staatsbürgers in Großbritannien von John Moore-Brabazon durchgeführt.